# Floronia exornata
Floronia exornata är en spindelart som först beskrevs av Ludwig Carl Christian Koch 1878.  Floronia exornata ingår i släktet Floronia och familjen täckvävarspindlar. Inga underarter finns listade i Catalogue of Life.